# Neuville-sur-Vanne
Neuville-sur-Vanne, denominado hasta el 3 de octubre de 2008 Neuville-sur-Vannes es una población y comuna francesa, en la región de Champaña-Ardenas, departamento de Aube, en el distrito de Troyes y cantón de Estissac.

## Demografía
| 423 | 393 | 312 | 340 | 327 | 340 |
| Para los censos de 1962 a 1999 la población legal corresponde a la población sin duplicidades (Fuente: INSEE [Consultar]) |     |     |     |     |     |